# Émilie Noro
Pour les articles homonymes, voir Noro.
Émilie Noro est une personnalité française de la Commune de Paris de 1871, née Barral en 1839 à Lyon (Rhône) et morte en 1910 à Tunis (Tunisie). Elle est connue pour ses témoignages et les mémoires de son incarcération dans les prisons versaillaises, publiées à titre posthume.
Les détails de la participation d'Émilie Noro à l'insurrection sont inconnus. Elle est arrêtée durant la Semaine sanglante à défaut de son mari Jean-Baptiste Noro, commandant de la Garde nationale. Elle est incarcérée durant trois mois à Versailles, et connaît les sévices de la prison pour femmes et enfants des Chantiers.
Bénéficiant d'un non-lieu, elle rejoint son mari en exil à Genève, où ils côtoient les milieux proscrits français. Après avoir été amnistiés en 1880, elle suit son mari à Paris, puis au Maghreb, où ils finissent leurs vies.
Après 1880, Émilie Noro écrit les mémoires de son incarcération. Une enquête de presse publie une première lettre de témoignage à propos des tortures du chef de la prison de Chantiers Marcerou. En 1897, elle est l'une des deux seules femmes avec Louise Michel à témoigner dans l'enquête sur la Commune de Félix Fénéon pour La Revue blanche. Son récit entier est publié par Les Temps nouveaux en 1913. Il ne traverse pas la postérité et n'a été le sujet d'aucune étude ; il est seulement republié sur le web par Michèle Audin en 2019.

## Biographie
Marie Émilie Barral naît le 29 juillet 1839 dans une famille d'ouvriers lyonnais. Sa biographie est peu connue et aucune photographie d'elle n'a été conservée.

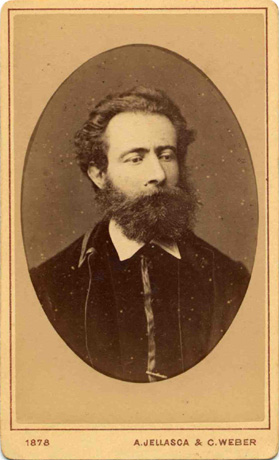
Photographie de Jean-Baptiste Noro.

Le 3 octobre 1863, elle épouse, à Lyon, l'ouvrier peintre sur verre Jean-Baptiste Noro, dit Giovanno Noro. Ils emménagent sur Paris dans le 4e arrondissement, 5 bis rue Poulletier.

### La Commune et les prisons de Versailles

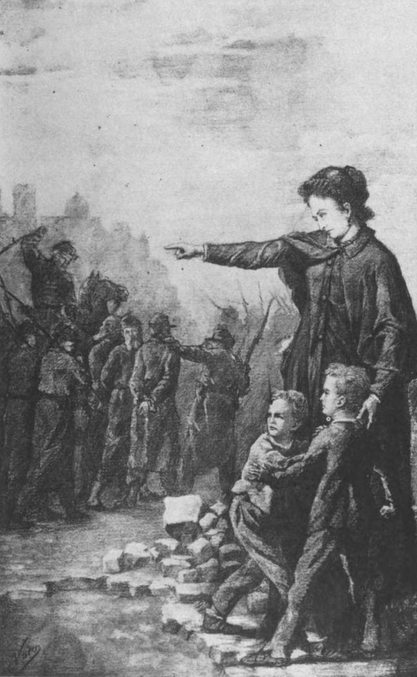
Mère et deux enfants pendant la Commune par Jean-Baptiste Noro.
Musée Carnavalet.

Le couple Noro participe au soulèvement de la Commune de Paris, qui éclate le 18 mars 1871. Jean-Baptiste Noro est membre du Comité de vigilance du IVe arrondissement et commandant du 22e bataillon de la Garde nationale. Il combat plusieurs semaines en première ligne au fort de Vanves les forces légalistes qui assiègent la capitale — forces dites « versaillaises » pour leur soutien au pouvoir siégeant à Versailles. La révolution périclite en mai lors de la Semaine sanglante, qui voit l'entrée des Versaillais dans Paris et la répression des insurrectionnels. Recherché, Jean-Baptiste Noro se cache et, le 24 ou le 25 mai 1871,, Émilie Noro est arrêtée à leur domicile de l'île Saint-Louis. Son activité comme son parcours durant les soixante-douze jours de la Commune sont inconnus,.
Après être passée par la cour martiale du Châtelet, elle est incarcérée quelques jours au camp de Satory, à Versailles, qui accueille plusieurs milliers de communards. Toujours à Versailles, elle est déplacée à la prison des femmes et enfants des Chantiers pour trois mois. Elle subit des tortures commises par le lieutenant Marcerou, « geôlier en chef ». Elle bénéficie finalement d'un non-lieu en août 1871. Elle rejoint son mari, en exil à Genève depuis quelques semaines.

### Exil à Genève
À Genève, les Noro vivent aux côtés d'autres exilés communards. Les noms d'Eugène Razoua et d'Eugène Protot figurent sur l'acte de naissance de leur fils unique, Charles Armand, né le 30 avril 1873. Dans le même temps, Jean-Baptiste Noro connaît une liaison avec Paule Minck, qu'il avait rencontrée au cours de la Commune, et avec qui il a deux enfants.
Le 24 décembre 1871, Émilie Noro participe à la publication dans le journal suisse socialiste L'Égalité du premier article sur Louise Michel, figure de la Commune, qu'elle a rencontré à la prison des Chantiers. L'article mentionne trois lettres qui lui ont été adressées par Louise Michel en juillet 1871 et qu'elle a conservé. Son rôle exact dans la rédaction de l'article, autrice ou instigatrice, soupçonné par Michèle Audin, est difficile à définir.
Neuf ans plus tard, en 1880, elle témoigne une deuxième fois, cette fois-ci dans le cadre d'une enquête réalisée par un journaliste, Frédéric Cournet, qu'elle a rencontré à Genève. Elle dépose contre le lieutenant Marcerou. C'est après, ou peut-être dans le même temps, qu'elle débute la rédaction de ses mémoires,. Elle témoigne une dernière fois en 1897, auprès de Félix Fénéon pour La Revue blanche.

### Amnistie et fin de vie au Maghreb
Les condamnés de la Commune bénéficient d'une amnistie en 1880. De retour à Paris, Émilie et Jean-Baptiste Noro s'établissent au 5, rue Tholozé dans le 18e arrondissement. Émilie Noro suit son mari, qui, après avoir été professeur d'art à Paris, enseigne à Alger durant trois ans au cours des années 1880, puis à Sfax en Tunisie — alors sous protectorat français — durant dix ans. Il meurt en 1909, puis Émilie en 1910, tous deux à Tunis,.
Émilie Noro a pour petite-fille l'actrice Alice Simone Noro, dite Line Noro,.

## Témoignage

### Écriture et publication
Si Émilie Noro a donné deux témoignages de son incarcération à Versailles à la presse entre 1880 et 1897, la date d'écriture de ses mémoires, publiés à titre posthume, n'est pas connue avec exactitude. Elle évoque à la fin de son récit « neuf ans » d'exil, et a connaissance de quelques éléments de la vie de Louise Michel au bagne de Nouvelle-Calédonie, deux éléments qui permettent de dater l'écriture au plus tôt en 1880.
C'est justement durant cette année, le 17 août 1880, qu'est publié le premier témoignage écrit d'Émilie Noro. Le journaliste Frédéric Cournet, pour L'Intransigeant, réalise une enquête à charge contre le lieutenant Marcerou, chef de la prison des Chantiers. Émilie Noro y contribue, au moins par une lettre. Elle rapporte des éléments d'accusation de torture,. Frédéric Cournet précise qu'il a rencontré Émilie Noro au cours de son exil. D'autres femmes témoignent, comme Herminie Cadolle ou Mme Dalang, qui mentionnent la « citoyenne Noro ». Le témoignage d'Émilie Noro n'est cependant pas repris au sein de la brochure faisant une synthèse sur le sujet publiée en 1880, Le dossier de l'affaire Marcerou : Dépositions des témoins,.

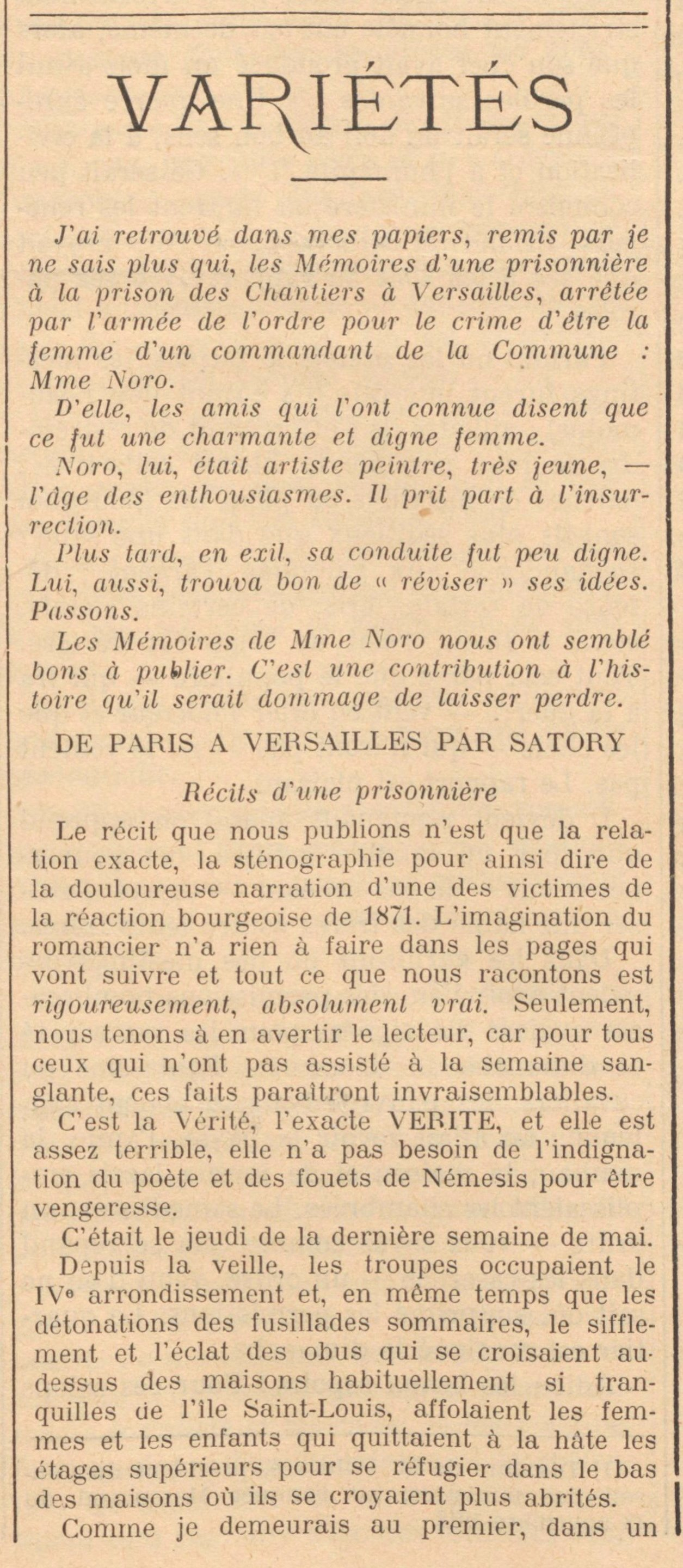
Introduction de la première partie des mémoires de Noro, dans Les Temps nouveaux le 11 janvier 1913.

En 1897, de passage en France pour le mariage de son fils, Émilie Noro livre un second témoignage. Elle est la seule femme, avec Louise Michel, à figurer parmi les interrogés d'une enquête menée sur la Commune par Félix Fénéon pour le périodique anarchiste La Revue blanche. Elle y est présentée sous le nom de « Mme N*** » et les lettres de Louise Michel déjà citées par L'Égalité y figurent aussi,. Seulement deux sont datées, la première du 7 juillet 1871, la deuxième du 31 juillet 1871 ; la troisième a été écrite entre les deux. Dans un long témoignage de quatre pages, elle revient sur son arrestation, la conduite à pied au camp de Satory puis à la prison des Chantiers. Son récit évoque notamment les conditions de détention des femmes et les violences du lieutenant Marcerou.
Si le texte de La Revue blanche prend la forme d'une interview, la longueur des réponses, et surtout leur précision, fait dire à Michèle Audin qu'il aurait pu être extrait des mémoires en onze chapitres d'Émilie Noro écrites auparavant. Elle les aurait ainsi confiées à un rédacteur du journal. Le texte original évolue dans des mains inconnues en France pendant qu'Émilie Noro retourne vivre au Maghreb. Jean Grave, proche de La Revue blanche et fondateur de la revue anarchiste Les Temps nouveaux, l'acquiert à une date inconnue.
En 1913, trois ans après le décès d'Émilie Noro, Jean Grave publie les mémoires inédits dans Les Temps nouveaux, à titre posthume. Il indique dans sa courte préface qu'il les a « retrouvé[es] dans [s]es papiers, remis par je ne sais plus qui »,. Elles sont publiées en onze épisodes, qui paraissent régulièrement du mois de janvier à celui de mai. Elles bénéficient d'une publication en roumain par Cornelia Ṣtefănescu vers 1916, qui ne va pas au-delà de la traduction,.

### Usages du témoignage
Moins connue que l'enquête de La Revue blanche,, la publication des Temps nouveaux, pourtant plus conséquente, tombe dans l'oubli. Une seconde publication n'est réalisée qu'en 2019 par l'écrivaine Michèle Audin sur son blog Internet, peu après avoir découvert le texte. Des extraits sont ensuite publiés au sein de l'anthologie La Commune des écrivains, établie par Jordi Brahamcha-Marin et Alice de Charentenay à l'occasion du cent-cinquantième anniversaire de la Commune de Paris en 2021,.

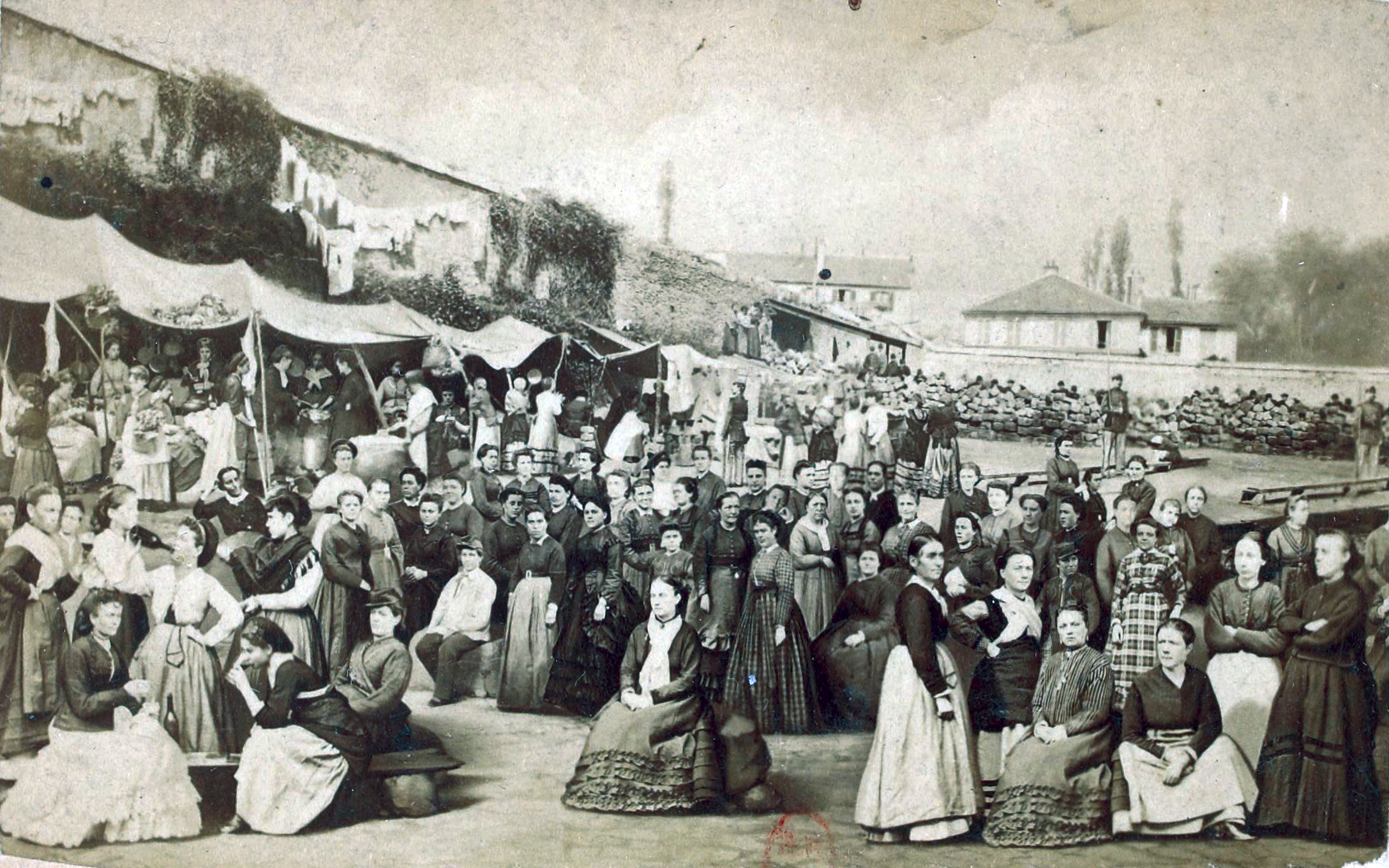
Photomontage d'Eugène Appert de 1872 sur les femmes incarcérées à la prison des Chantiers (composé de véritables photographies).

L'essentiel du témoignage d'Émilie Noro revient sur la prison pour femmes de Versailles, une description que propose aussi Céleste Hardouin dans des mémoires publiés à compte d'auteur en 1879. Plusieurs des souvenirs de Noro concordent avec ceux de Louise Michel dans ses mémoires La Commune publiées en 1898. Leurs descriptions diffèrent de l'image paisible de la prison pour femme popularisée par le photographe versaillais Eugène Appert dans un de ses photomontages de la série des Crimes de la Commune, selon la spécialiste de la photographie Virginie Chardin.
Le témoignage d'Émilie Noro n'a été cité que quelques fois, pour des aspects restreints et de façon de brève : les conditions de vie au camp de Satory (Maurice Dommanget, Hommes et choses de la Commune, 1937), la cour martiale du Châtelet (Michèle Audin, La Semaine sanglante, 2021) ou la présence de personnalités comme la famille Ranvier (Alain Dalotel, Gabriel Ranvier, 1828-1879, 2005) et Louise Michel, figure de la Commune, dont la correspondance est citée (Fernand Planche, La Vie ardente et intrépide de Louise Michel, 1946 ; Édith Thomas, Louise Michel ou la Velléda de l'anarchie, 1971).

### Le récit
Le récit d'Émilie Noro conduit de son interpellation durant la Semaine sanglante à sa libération en août 1871. Elle est arrêtée le 24 ou le 25 mai à son domicile de l'île Saint-Louis dans le 4e arrondissement, par des militaires qui cherchent son époux Jean-Baptiste Noro, qui s'est caché. Elle est conduite à la cour martiale établie au théâtre du Châtelet (1er arrondissement). Elle décrit dans le premier chapitre un trajet face à une foule « cynique, ignoble, cruelle et lâche », qui va jusqu'à exécuter un jeune anonyme pris pour Jules Vallès (fondateur du Cri du peuple et élu au Conseil de la Commune).
Après une nuit à Châtelet, Émilie Noro est conduite, avec d'autres femmes, au camp de Satory, à Versailles. Elle décrit avec précision les conditions du déplacement — à pieds sous la pluie et sans manger pendant plusieurs jours — ainsi que les conditions de détention. Elles sont ensuite de nouveau déplacées, direction la prison des Chantiers.
Au cours de son récit, Émilie Noro porte attention aux conditions de ses compagnes. Elle cite plusieurs femmes, dont l'épouse de l'élu de la Commune Dominique Régère (elle ne donne pas son prénom), qu'elle rencontre à Châtelet et qui est libérée aux Chantiers. Aux Chantiers, elle fait la connaissance de Louise Michel, arrivée quelques jours seulement avant elle. Elle se côtoient jusqu'au changement de prison de Louise Michel, avant le 7 juillet (date de la première lettre connue de Louise Michel adressée à Émilie Noro). En plus des femmes, la prison des Chantiers accueille aussi cent-cinquante à deux cents enfants. Émilie Noro décrit les sévices, allant des coups à la torture, que les enfants subissent comme les adultes. Ceux-ci sont notamment dus au lieutenant Marcerou ; elle cite le jeune Henri Ranvier, communard de quatorze ans, qui lui aussi déposera contre Marcerou dans L'Intransigeant. Malgré les tortures qu'elle a pu subir, Michèle Audin observe un « sens de l'humour » et une « ironie [qui] lui permet de décrire aussi les tortures dont elle-même a été victime ».
Les prisonnières connaissent l'instruction, que Noro raconte comme un évènement singulier : « Longtemps nous discutâmes si nous refuserions en masse d'aller voir ce monsieur [...] nous faire ses singeries, mais nous reconnûmes qu'une messe ne valait pas un coup de canne et chacune eut la faculté d'y aller ou de n'y pas aller,. »
Le récit se clôt en août 1871 sur sa libération par l'ordonnance d'un non-lieu, qui l'a conduit à l'exil afin de retrouver son mari.

### Détail des publications et témoignages
- article anonyme sur Louise Michel dans L'Égalité, 24 décembre 1871[1].Il n'est pas certain qu'Émilie Noro soit bien l'autrice de l'article[2]. Elle en cite des extraits dans son récit posthume publié par Les Temps nouveaux en 1913. Lire en ligne une copie sur Gallica ou une édition présentée et annotée par Michèle Audin sur son blog macommunedeparis.com en 2019.
- Frédéric Cournet, « L'enquête Marcerou », L'Intransigeant, no 34,‎ 17 août 1880, p. 1 (lire en ligne).
- Félix Fénéon, « Enquête sur la Commune, seconde série », La Revue blanche, t. XII,‎ 1er avril 1897 (lire sur Wikisource, lire en ligne).Consulter la première partie publiée le 15 mars 1897 sur Wikisource ou en ligne. Édition complète : introduction et notes de Jean Baronnet, La Revue blanche. 1871, enquête sur la Commune, Paris, Les Éditions de l'Amateur, 2011, 205 p. (ISBN 978-2-85917-514-6).
- De Paris à Versailles par Satory : récits d'une prisonnière[note 5], publié dans Les Temps nouveaux (Paris) du 11 janvier au 10 mai 1913.Republié et annoté par Michèle Audin sur son blog macommunedeparis.com en 2019.
Lire en ligne sur Gallica et le blog de Michèle Audin : premier chapitre : Temps nouveaux 11 janvier, TN 18 janvier, macommunedeparis.com ; deuxième : TN 25 janvier, MA ; troisième : TN 15 février, MA ; quatrième : 22 février, TN 1er mars, MA ; cinquième : TN 8 mars, MA ; sixième : TN 15 mars, MA ; septième : TN 22 mars, MA ; huitième : TN 5 avril, TN 19 avril, MA ; neuvième : TN 3 mai, MA ; dixième et onzième : TN 10 mai, MA.
- (ro) Mme Noro (trad. Cornelia Ṣtefănescu), "Vae victis", memoriile unei detinute din închisoarea chantiers din Versailles, arestată de cătră armata de sigurant̡ă pentru crima că iera nevasta unui comandant al comunei, Bucarest, Biblioteca "Revîstei ideei", s. d., 67 p. (BNF 31025447).
- anthologie établie par Jordi Brahamcha-Marin et Alice de Charentenay, La Commune des écrivains : Paris, 1871 : vivre et écrire l'insurrection, Éditions Gallimard, coll. « Folio classique », 2021, 800 p. (ISBN 978-2-0728-7234-1).